# Belize himnusza
A Belize nemzeti himnuszának szövegírója a fekete forradalmár politikus, Samuel Haynes, aki 1919-ben a britek elleni lázadás egyik vezére volt. Haynes művének eredeti címe Land of the Gods (Istenek országa) volt. Zenéjét még abban az évben Selwyn Walford Young írta. 1981-ben a függetlenség elnyerésekor lett az ország hivatalos himnusza.
Selwyn Walford Young (1899–1987) – Samuel Alfred Haynes (1898–1971):

## Az angol szöveg
O, Land of the Free by the Carib Sea,
Our manhood we pledge to thy liberty!
No tyrants here linger, despots must flee
This tranquil haven of democracy.
The blood of our sires, which hallows the sod,
Brought freedom from slavery oppression's rod,
By the might of truth and the grace of God.
No longer shall we be hewers of wood.
Arise! ye sons of the Baymen's clan,
Put on your armour, clear the land!
Drive back the tyrants, let despots flee -
Land of the Free by the Carib Sea!
Nature has blessed thee with wealth untold,
O'er mountains and valleys where prairies roll;
Our fathers, the Baymen, valiant and bold
Drove back the invader; this heritage hold
From proud Rio Hondo to old Sarstoon,
Through coral isle, over blue lagoon;
Keep watch with the angels, the stars and moon;
For freedom comes tomorrow's noon.
Arise! ye sons of the Baymen's clan,
Put on your armour, clear the land!
Drive back the tyrants, let despots flee -
Land of the Free by the Carib Sea!

## Az első rész magyar szövege
Szabad föld
Karib-tenger szabad földje
Bátorságunk neked ajánljuk.
Nincs többé zsarnok,
neki mennie kell.
A demokrácia békés mennyországa
Őseink vére
mely megszentelte rögeid
Felszabadított a szolgaság
elnyomó igájából
Az igazság erejéből
és az Isten kegyelméből.
Nem leszünk favágók többé!
KÓRUS
Fel! Ti tengerpart fiai!
Fogd a fegyvert, űzd az ellent!
Űzd vissza a zsarnokot
hadd menjen el.
Karib-tenger szabad földje!